# 津向文吉
津向 文吉（つむぎのぶんきち、文化7年（1810年） - 明治16年（1883年）10月5日）は、江戸時代後期・明治初期の博徒。甲斐国（山梨県）で活動した甲州博徒の一人。

## 略歴
甲斐国鴨狩津向村（現：山梨県西八代郡市川三郷町）に生まれる。生家は鴨狩津向村の村名主を務める宮沢家。鴨狩津向村は甲斐・駿河方面の富士川舟運における物流拠点で、文吉は活動拠点の重なる竹居村（笛吹市）の竹居安五郎と抗争を繰り広げた。
弘化2年（1845年）頃には鰍沢において竹居安五郎と出入り（＝抗争）が発生する。弘化2年には駿河の博徒・清水次郎長の叔父にあたる和田島太右衛門との出入りでは子分10人を率いて駿河庵原川（静岡県静岡市清水区）まで出陣する。ところがこれは三馬政（さんま まさ）の計略であると言われ、まだ駆け出しであった次郎長の調停により出入りは回避された。文吉はこれを縁に次郎長との関係を深める。
嘉永2年（1849年）には博打の咎により捕縛され流刑となり、同年4月から9月まで三宅島に滞在する。同年9月には八丈島の末吉村に移され、明治2年（1869年）に恩赦されるまで20年間流人として過ごした。恩赦後は生地で木賃宿の「つむぎ屋」を営む。また、恩赦後は次郎長を尋ねたという。1883年（明治16年）に73歳で死去。
市川三郷町内には文吉の墓石があり、1921年（大正10年）9月の建立で、建立者として宮沢姓の二名の人物の名を記している。文吉の墓石には隣接して子分・飯窪定五郎の墓石も所在している。2010年（平成22年）に実施された調査では双方の墓石とも摩耗が激しく、判読が困難な状態となっている。また、個人所蔵の位牌も残されている。戒名は「普顕院英山文雄居士」。
大正時代に『山梨県志』編纂のために山梨県下の自治体に配布された調査書「町村取調書」では文吉の人物像について「義侠ニシテ他愛ノ心深シ」と記している。
子の宮沢栄吉は画家で「氷堂春信」と号した。栄吉は文吉と自身の肖像写真を残している。